# Блэк (вулкан, Нью-Мексико)
Блэк (англ. Black Volcano) — неактивный вулкан, расположенный недалеко от Альбукерке, штат Нью-Мексико, США, прямо к северу от вулкана Джей-Эй. Является частью вулканического поля Альбукерке. Блэк — второй из пяти вулканов (идущих с юга на север) в пределах западной границы национального монумента «Петроглиф». К северу от вулкана Блэк находятся вулканы Вулкан (Vulcan), Бонд (Bond) и Бьютт (Butte). Джей-Эй, Вулкан и Блэк расположены вдоль единственной трещины, через которую извергалась лава, и представляют собой редкий пример серии жерл, связанных с трещинным извержением.
Вулкан состоит из породы, называемой оливиновым толеитовым базальтом. Радиометрическое датирование определяет возраст этой породы примерно в 156 000 лет. Вулкан сформирован радиальными потоками лавы с вершины, которая имеет небольшой пирокластический конус и большой заполненный кратер. Несколько меньших кратеров, образовавшихся в конце извержения, расположены на вершине и северо-восточном склоне вулкана. К 1978 году большая часть пирокластического конуса была удалена в результате добычи шлака.
Северная часть конуса включает ксенолиты, куски окружающей породы, захваченные извержением и вынесенные на поверхность. Это частично расплавленный песчаник, вероятно, из отложений группы Санта-Фе, на которых расположен вулкан.

## Галерея

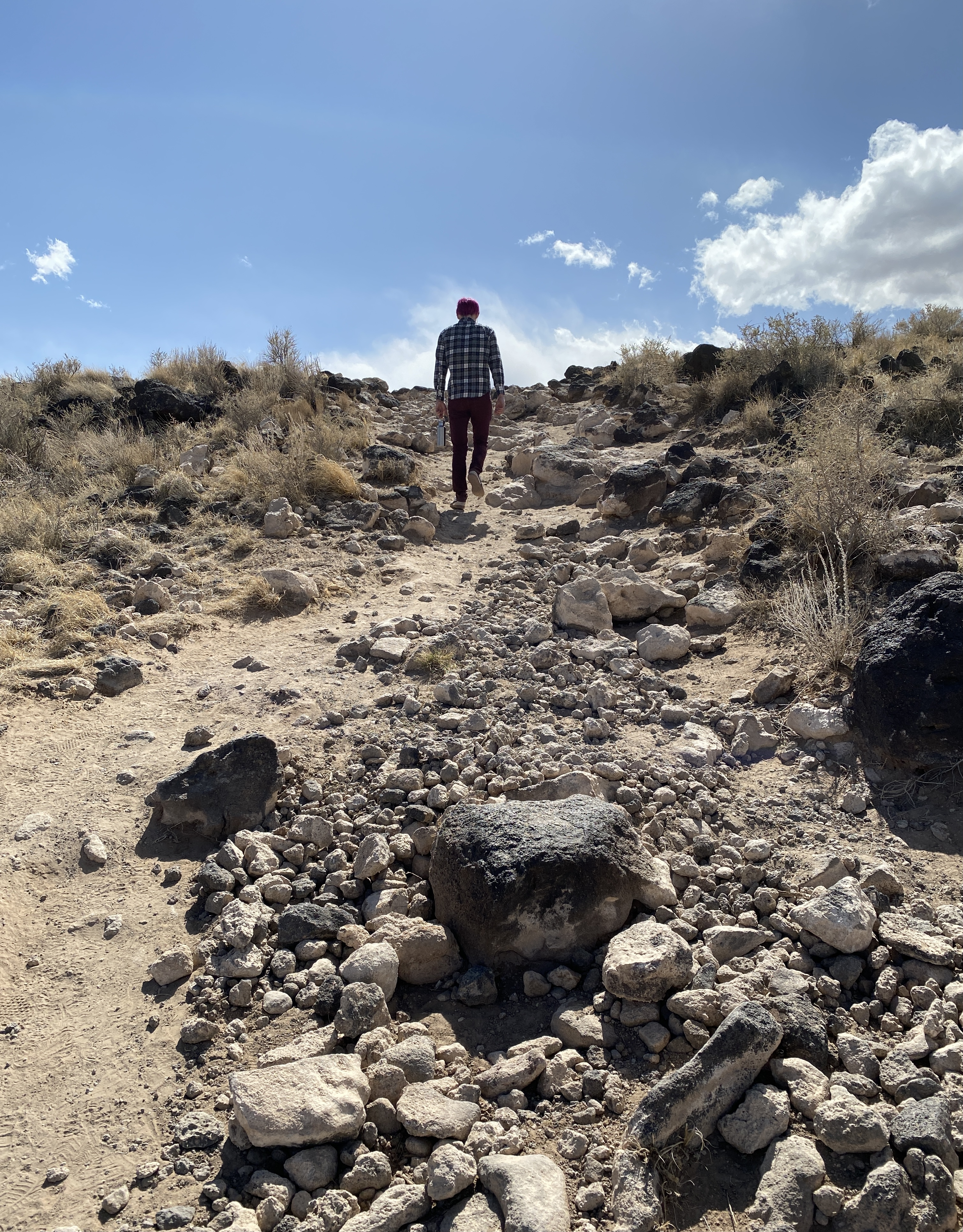
Тропа к вершине вулкана Блэк в Национальном памятнике «Петроглиф»
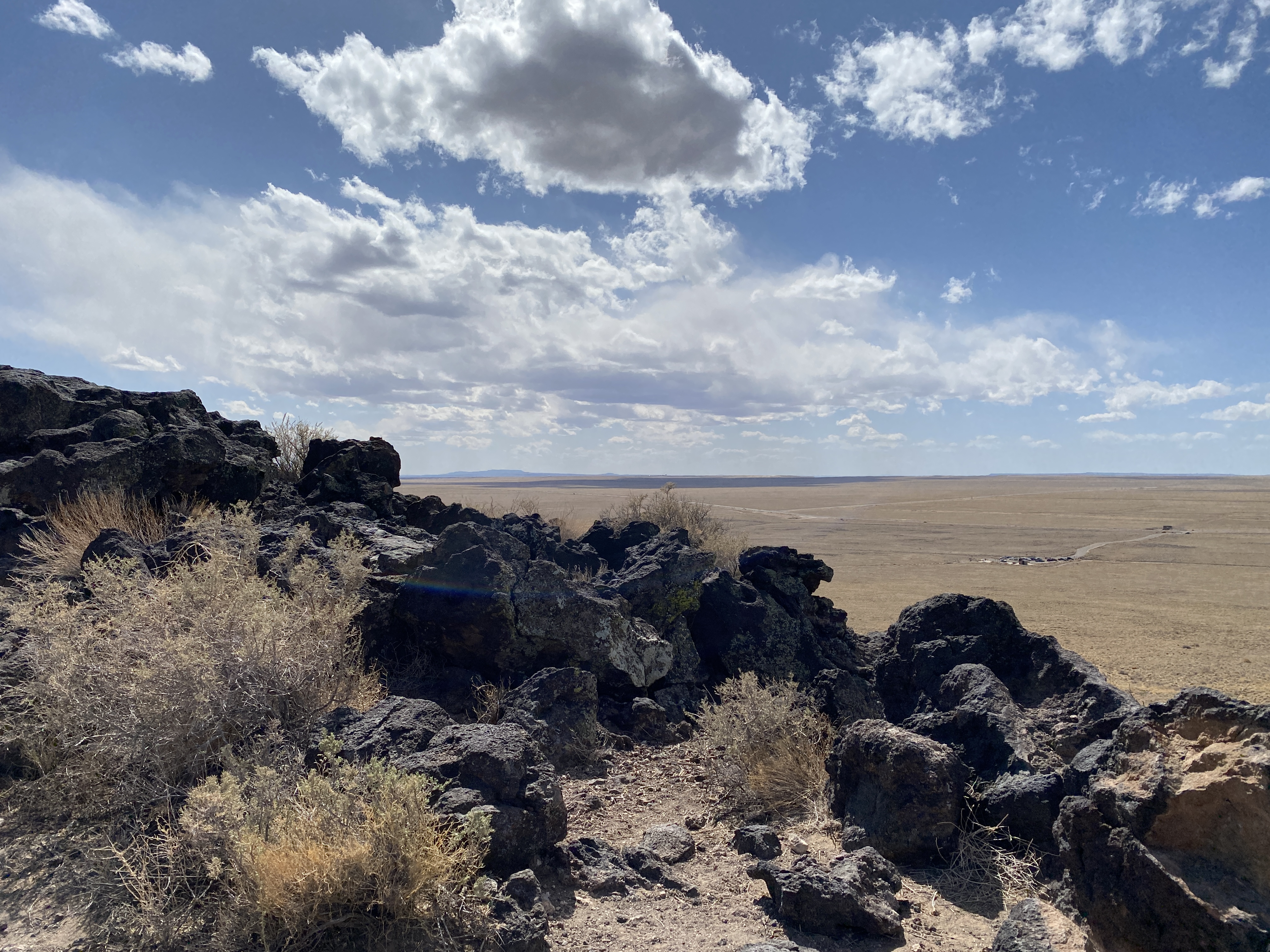
Скалы на вершине вулкана Блэк